# Fiori sullo schermo futuro
Fiori sullo schermo futuro è l'undicesimo album in studio di Alberto Fortis pubblicato nel 2005. Al CD è allegato anche un DVD.

## Descrizione
Con questo album Fortis torna a una sonorità più italiana di tipo cantautoriale che non era presente nel suo precedente disco "Angeldom". Il disco inizia con la canzone "Mai dire mai" dove è molto presente il suono del pianoforte ed è contenuta una parafrasi di un aforisma di Jimi Hendrix riguardo alle stelle che quando cadono è perché c'è qualcuno che esprime un desiderio. La canzone più viscerale dell'album è "È notte" che si apre con delle voci che emettono dei canti sillabici, per poi iniziare con queste parole: "È notte ormai con un cancello che si apre e non sa che festa sia e di chi, c'è solo un più di grande libertà cuore e realtà durano impalpabili". Oltre alla fiabesca "È notte", nell'album sono presenti canzoni con tematiche importanti come Scemo, che sembra una canzone italiana degli anni sessanta in cui sono molto presenti le chitarre elettriche ed il suono della batteria. In questa traccia è presente il distico: "Mi ricordo quella notte sai con un figlio quasi in porto e noi pronti a dire un fatto è fatto ormai, con l'aborto uccidi moglie e buoi", che mostra l'aborto come una scelta egoistica della persona. Un'altra canzone con una tematica sociale è "Quieres love" in cui un padre si trova inconsapevolmente ad abbordare sua figlia che però mai ha conosciuto e che è una prostituta. Infine l'album si chiude con la canzone "Time Passes By MaMa not a ghost track" che è una dedica in inglese che Fortis fa alla madre scomparsa. In questo brano sono molto presenti le tastiere e si nota il suono della pioggia, che secondo teorie psicologiche fa sentire più calda e più protetta la casa di chi ascolta il suo suono dentro le proprie mura domestiche. Il disco "Fiori sullo schermo futuro" segna quindi il ritorno di Alberto Fortis alle sue origini musicali che verranno evidenziate da moltissimi concerti che il cantante di Domodossola terrà in tutta Italia.

## Tracce
Testi e musiche di Alberto Fortis
1. Mai dire mai – 3:47
2. Dentro nel fiume – 3:40
3. Avalon – 4:09
4. Scemo – 4:21
5. Luna Park – 4:13
6. Parole – 3:57
7. Voglia di volare – 4:04
8. Da qui non si può – 3:31
9. Quieres love – 6:03
10. Rincasa piano – 5:04
11. All right – 4:01
12. Innamorata – 2:38
13. È notte – 3:48
14. Fiori sullo schermo futuro – 3:52
15. Time passes by Mama not a ghost track – 3:25